# 4 septembre 1946
Le mercredi 4 septembre 1946 est le 247e jour de l'année 1946.

## Naissances
- David Liebman, compositeur, saxophoniste et flûtiste de jazz
- Gary Duncan, musicien américain
- Greg Sorbara, homme politique canadien
- Harry Vos (mort le 19 mai 2010), footballeur néerlandais
- Liz Greene, astrologue américaine
- Marcel Dehoux, personnalité politique française

## Décès
- Frits Sano (né le 8 février 1871), psychiatre et neurologue belge
- Leon Rupnik (né le 10 août 1880), officier yougoslave d'origine slovène
- Paul Lincke (né le 7 novembre 1866), chef d'orchestre et compositeur
- Régis-Marie-Joseph de L'Estourbeillon de La Garnache (né le 11 février 1858), personnalité politique française
- Shirase Nobu (né le 20 juillet 1861), militaire et explorateur polaire japonais

## Événements
- France : Guy Mollet devient secrétaire général de la SFIO.
- France : Henry Barraud crée la Maîtrise de Radio France, et depuis, c'est l'un des plus grands chœur d'enfants de France et d'Europe.
- Fin du Royaume de Bulgarie : 93 % des électeurs Bulgares se prononcent en faveur de l’instauration de la République. La République populaire de Bulgarie est proclamée le 15.